# Laura Clavel
Laura Clavel nació en Zaragoza, el 14 de noviembre de 1977. Perteneciente al Club Gimnástico Aragón, desde 2003, experimentó una importante progresión en la disciplina de aeróbic. Ese año, fue campeona de España en grupos de primera categoría y medalla de bronce en tríos. En la Copa de España, logró la medalla de plata en parejas y la octava posición en parejas en el Campeonato de Europa de Debrecen (Hungría) en 2002. En 2004, logró la medalla de plata por países en el Mundial de Sofía (Bulgaria).
En 2005, finalizó sexta en los Juegos Mundiales y fue campeona de España de tríos. En 2006, experimentó un pequeño bajón en su carrera, pero finalizó en cuarta posición por equipos en el Campeonato del Mundo.
En 2007, volvió a saborear el triunfo, alzándose con el Campeonato de España en pareja mixta.